# VV Sint Annaparochie
VV Sint Annaparochie is een amateurvoetbalvereniging uit Sint Annaparochie, gemeente Waadhoeke, Friesland, Nederland.

## Algemeen
De vereniging werd op 22 mei 1931 opgericht als vv Quick. In de eerste jaren bestond deze club uit drie soms vier elftallen, verdeeld over aspiranten, senioren en veteranen. Het tenue bestond uit een wit shirt, zwarte broek en zwarte kousen. In maart 1933 werd de destijds veel voorkomende naam op aandringen van de voetbalbond gewijzigd in Voetbal Vereniging St.-Annaparochie. Thuishaven is het “Sportpark De Waaie”.

## Standaardelftal
Het standaardelftal komt in het seizoen 2022/23 weer uit in de Tweede klasse zondag van het KNVB-district Noord.
In 2008 promoveerde de hoofdmacht via de nacompetitie voor het eerst in de clubgeschiedenis naar de Tweede klasse maar degradeerde in 2009 direct weer terug naar de Derde klasse. Een seizoen later promoveerde het team opnieuw. Nu handhaafde dit team zich vijf seizoenen in de Tweede klasse voor het hier andermaal uit degradeerde. Middels het klassekampioenschap promoveerde het meteen weer terug naar de Tweede klasse om in 2018/19 weer te degraderen. Na drie seizoenen (inclusief de twee “coronaseizoenen”) werd de Tweede klasse, weer middels het klassekampioenschap, voor de vierde keer bereikt

### Erelijst
kampioen Derde klasse: 2016, 2022
kampioen FVB hoofdklasse: 1993
kampioen FVB 2e klasse: 1970

### Competitieresultaten 1950–2022
| 9 4A |

| 4 4A |

| 8 4A |

|  |

|  |

|  |

| 1 2A |

| 5 |

| 2 |

| 5 4A |

| 6 4A |

| 4 4A |

| 6 4A |

| 3 4A |

| 2 4A |

| 4 4A |

| 2 4A |

| 3 4A |

| 2 4A |

| 8 4A |

| 9 4B |

| 8 4A |

| 10 4A |

| 12 4A |

| 12 |

| 5 2A |

|  |

| 4 |

| 2 |

| 1 |

| 9 4A |

| 5 4A |

| 11 4A |

| 5 4H |

| 2 4A |

| 3 4A |

| 3 4A |

| 6 3D |

| 4 3D |

| 6 3D |

| 3 3D |

| 6 3D |

| 10 3B |

| 4 3B |

| 5 3A |

| 12 2K |

| 2 3A |

| 7 2K |

| 12 2K |

| 9 2K |

| 10 2K |

| 12 2K |

| 1 3A |

| 9 2K |

| 8 2K |

| 12 2K |

| -- 3A |

| -- 3A |

| 1 3A |

| Tweede klasse | Derde klasse | Vierde klasse | Hoofdklasse FVB | Eerste klasse FVB | Tweede klasse FVB |

In elke staaf van de grafiek staat van boven naar beneden vermeld: 
- Eindnotering

Dit is de positie die de club heeft bereikt in de competitie, zonder eventuele beslissings-, play-off- of nacompetitiewedstrijden die nodig zijn geweest om bijvoorbeeld de kampioen van de competitie te bepalen.
Indien een * achter het getal staat is de notering een tussenstand en kan het zijn dat de notering niet overeenkomt met de uiteindelijke eindstand van de competitie.
Staat er een - dan is het seizoen nog bezig en is er geen definitieve uitslag bekend.
Staat er xx op de positie van de notering, dan heeft de club vroegtijdig de competitie verlaten. Dit kan onder andere komen door terugtrekking van het team, faillissement van de club of door een uitgedeelde straf van de KNVB. In veel gevallen staat elders in het artikel de reden vermeld.
Staat er een ? dan is het resultaat uit het verleden onbekend, en is alleen de competitie of het niveau bekend van dat seizoen.
In de seizoenen 2019/20 en 2020/21 werd wegens de coronacrisis het amateurvoetbal afgebroken. Daardoor kennen deze staven geen eindklassering (middels -- weergegeven).
- Competitieniveau en afdelingsletter of Officiële eindstand Eredivisie
  - Competitieniveau en afdelingsletter

Hierbij geeft het getal het niveau weer, dat ook terug te vinden is in de legenda. De letter is de afdelingsaanduiding en wordt gebruikt wanneer er meer afdelingen zijn op hetzelfde niveau. De afdelingsletter is altijd een hoofdletter en wordt meestal zonder nummer gebruikt.
Voorbeeld: 2F is niveau 2e klasse competitie F.
Het competitieniveau en nummer wordt niet vermeld wanneer er slechts één competitie van dit niveau was.
  - Officiële eindstand Eredivisie (getal staat tussen haakjes vermeld)

Sinds de introductie van play-offwedstrijden voor Europees voetbal na afloop van de reguliere competitie in 2005/06, is de KNVB verplicht een eindstand van de Eredivisie door te geven aan de UEFA aan de hand van deze play-offwedstrijden.
Bij deze eindstand staan clubs die zich hebben gekwalificeerd voor Europees voetbal hoger dan clubs die zich niet wisten te kwalificeren. Indien er geen verschil was tussen de eindnotering en de officiële eindstand, staat dit getal niet vermeld.

- Onderafdeling

Hier staat afgekort de naam van de onderafdeling indien de club in dat jaar in een onderafdeling uitkwam. Tevens staat deze afkorting in de legenda en wordt gelinkt naar het artikel over deze onderafdeling. Deze afkorting wordt alleen vermeld wanneer de club in het verleden in verschillende onderafdelingen heeft gespeeld. Deze vermelding is in de staaf altijd in kleine letters. Deze onderafdelingen zijn na het seizoen 1995/96 afgeschaft. Heeft de club in slechts één onderafdeling gespeeld, dan is dit alleen terug te vinden in de legenda.
Onder de staaf staat het jaartal vermeld waarin het seizoen is afgesloten. 15 verwijst naar het seizoen 2014/15 of eventueel het seizoen 1914/15.
Wanneer een staaf leeg is, zijn deze gegevens niet bekend. Het kan ook zijn dat de club dat seizoen niet heeft meegespeeld op het hogere amateurniveau, vroegtijdig de competitie heeft verlaten of uit de competitie is gezet.

In het seizoen 1944/45 was er wegens de Tweede Wereldoorlog geen regulier competitievoetbal.

## Vrouwen
Het eerste elftal van de vrouwenafdeling bereikte voor het seizoen 2012/13 de Tweede klasse, waar het in het vierde seizoen middels het klassekampioenschap uit promoveerde. Hierdoor speelde het in het seizoen 2016/17 voor het eerst in de landelijke Eerste klasse, waarbij de deelname beperkt bleef tot een enkel seizoen. Na weer twee seizoenen in de Tweede klasse en weer middels een kampioenschap komt het sinds het seizoen 2019/20 weer in de Eerste klasse uit.
Beker
In 2015/16 stond het team in de districtsbekerfinale waarin met 0-7 van SC Stiens werd verloren. In 2017/18 werden ze in de halve finale met 0-4 uitgeschakeld door ST EKC (Eenrum/Kloosterburen).

### Erelijst
kampioen Tweede klasse: 2016, 2019
AVC · VV Beetgum · SC Berlikum · CVO · SF Deinum · VV Dronrijp · VV Foarút · SC Franeker · VV Minnertsga · Ouwe Syl · VV Sint Annaparochie · Sint Jacob · SSS '68 · Stormvogels '64 · VV Tzum · VV Tzummarum